# آرثر جريج سالزبرجر
آرثر جريج سالزبرجر (بالإنجليزية Arthur Gregg "A.G." Sulzberger) (ولد في 5 أغسطس 1980) هو صحفي أمريكي وناشر صحيفة نيويورك تايمز. وهو ابن آرثر أوكس سولزبيرجر الابن ، رئيس شركة نيويورك تايمز والناشر السابق لصحيفة نيويورك تايمز. تولي منصب الناشر في 1 يناير 2018.

## حياته المهنية

### جريدة بروفيدنس
عمل كمتدرب في مجلة بروفيدانس من 2004 إلى 2006، في مكتب الجريدة في ويكفيلد. عندما عمل هناك كشف عن أن نادي الليونز لا يقبل أي أعضاء نساء. على الرغم من التهديدات من النادي بسحب إعلاناتها إذا نشرت القصة، تم نشر القصة. وبعدها بدء النادي بقبول أعضاء من النساء في وقت لاحق.
عمل كمراسل صحفي لصحيفة  أوريغون في بورتلاند من 2006 إلى 2009.

### نيويورك تايمز
في شباط / فبراير 2009، بدأ بالكتابة للجريدة. نشرت الصحيفة مقالته الأولى في آذار / مارس 2، 2009.
في 14 ديسمبر 2017، أعلن أنه سيقوم بمهام الناشر في 1 يناير 2018. وهو سادس عضو من عائلته يتقلد هذا المنصب.

## اجتماعه في البيت الأبيض
التقى بترامب في البيت الأبيض يوم 20 يوليو / تموز 2018. وقال في بيان «لقد أخبرت الرئيس مباشرة بأني أعتقد أن اللغة التي يستخدمها ليست مجرد خلافية ولكنها خطيرة على نحو متزايد. حذرت من أن هذه اللغة التحريضية تساهم في زيادة في التهديدات ضد الصحفيين وأن ذلك سوف يؤدي إلى العنف».

## وصلات خارجية
- آرثر جريج سالزبرجر على موقع IMDb (الإنجليزية)
- آرثر جريج سالزبرجر على موقع مونزينجر (الألمانية)